# Douglas McCarthy
Douglas John McCarthy, född 1 september 1966 i Barking i London, död 11 juni 2025 i London, var en brittisk sångare och låtskrivare.
Tillsammans med Bon Harris var han medlem i bandet Nitzer Ebb 1982–1995 samt från 2006. Därutöver jobbade han bland andra med Alan Wilder (före detta medlem i Depeche Mode) och solo med projektet Recoil, innan han inledde ett samarbete med Terence Fixmer under namnet Fixmer/McCarthy 2004, med inriktning industri/electro.